# 태즈먼 유나이티드 FC
태즈먼 유나이티드 FC(Tasman United Football Club)는 뉴질랜드 넬슨을 연고로 하는 프로 축구단이였다.
구단은 과거 유소년 리그에 참가했던 넬슨 포큰스를 계승하면서 설립되게 되었다. 이 클럽은 또한 메인랜드 여자 프리미어 리그에 제휴 여자 팀이 있었다. 그 팀은 첫 시즌에 3 위를 차지했다.

## 역사

### 내셔널리그
2015년 뉴질랜드 풋볼은 당시 ASB 프리미어십의 참가 팀을 10팀으로 늘릴 것이라고 발표했다. 넬슨은 근 15년 동안 내셔널 리그에 축구팀이 없었다.
이후 넬슨 베이스 풋볼은 몇 달 동안 프리미어십 라이선스 획득을 목표로 참가 팀을 신청 받았다. 태즈먼 유나이티드는 2015년 12월에 이스턴 서베브스 AFC 및 와이BOP 유나이티드를 대체한 해밀턴 원더러스와 함께 프리미어십의 새로운 팀으로 참가했다.
2016년 4월 리차드 앤더슨이 감독으로 부임되었고, 다보르 타비치가 코치로 임명되었다. 2016년 5월 클럽의 첫 계약은 이전에 본토 라이벌인 캔터베리 유나이티드의 넬슨 서베브스 골키퍼 코이 투리파였다. 다음 달, 전 캔터베리 유나이티드 수비수이자 넬슨 폴큰스의 코치인 마크 존스턴이 초대 클럽 주장으로 발표되었다. 존스턴과 함께 미드 필더 라이언 스튜웨트가 새로 영입 되었다. 스튜웨트는 2016년부터 태즈먼 유나이티드 여성팀 측을 지도했었다
같은 해 8월 초, 태즈먼 유나이티드는 스트립 공개와 함께 웰링턴 피닉스 FC의 역대 최다 득점자인 폴 아이플의 영입을 발표했다. 약 한 달 후 클럽은 앤디 모리스와 톰 포드리를 청소년 팀 코치로 임명했다. 포드리는 또한 1군 골키퍼 코치로 임명되었으며, 선수로도 활동했다.

### 첫 시즌
2016년 10월 23일, 태즈먼 유나이티드는 캔터베리 유나이트와 첫 원정 경기를 치렀다. 잉글리시 파크에서 치러진 경기는 2-2 무승부로 끝났고 알렉스 리스데일이 팀의 첫 골을 기록했으며, 이후 폴 아이플 역시 페널티킥을 통해 득점을 기록했다. 이 후 경기는 오클랜드 시티에 4-0으로 패했고 태즈먼의 첫 생중계 경기인 웰링턴 피닉스 리저브 와 1-1 무승부를 기록했다. 이 처음 세 라운드는 모두 원정 경기였다.
호크스베이 유나이티드 FC와의 4 라운드에서 첫 홈 리그 경기를 치렀지만 2,500명이 넘는 관중들 앞에서 3-1로 패했다. 2016/17 시즌의 5라운드 경기에서 알렉스 리즈데일의 결승 골을 통해 해밀턴 원더러스를 3-2로 이기며 드디어 첫 승을 기록했다.
또한 오세아니아 챔피언 오클랜드 시티와 1-1 무승부를 기록하기도 했지만, 크리스마스까지 리그에서의 부진이 이어졌고 결국 리차드 앤더슨으로 감독이 교체되었다.